# Hannoverscher Sportverein von 1896 2020-2021
Questa voce raccoglie le informazioni riguardanti l'Hannoverscher Sportverein von 1896 nelle competizioni ufficiali della stagione 2020-2021.

## Stagione
Nella stagione 2020-2021 l'Hannover, allenato da Kenan Koçak, concluse il campionato di 2. Bundesliga al 13º posto. In Coppa di Germania l'Hannover fu eliminato al secondo turno dal Werder Brema.

## Rosa
| N. |                      | Ruolo | Calciatore       |
| -- | -------------------- | ----- | ---------------- |
| 1  | Danimarca (bandiera) | P     | Martin Hansen    |
| 2  | Croazia (bandiera)   | D     | Josip Elez       |
| 3  | Svezia (bandiera)    | D     | Niklas Hult      |
| 5  | Guinea (bandiera)    | D     | Simon Falette    |
| 6  | Slovenia (bandiera)  | C     | Jaka Bijol       |
| 7  | Ghana (bandiera)     | A     | Patrick Twumasi  |
| 8  | Germania (bandiera)  | C     | Mike Frantz      |
| 9  | Germania (bandiera)  | A     | Hendrik Weydandt |
| 10 | Giappone (bandiera)  | C     | Genki Haraguchi  |
| 11 | Germania (bandiera)  | C     | Linton Maina     |
| 13 | Germania (bandiera)  | C     | Dominik Kaiser   |
| 15 | Germania (bandiera)  | D     | Timo Hübers      |
| 17 | Germania (bandiera)  | A     | Marvin Ducksch   |
| 18 | Germania (bandiera)  | A     | Franck Evina     |
| 19 | Kosovo (bandiera)    | A     | Valmir Sulejmani |
| 20 | Germania (bandiera)  | C     | Philipp Ochs     |
| 21 | Giappone (bandiera)  | D     | Sei Muroya       |

| N. |                        | Ruolo | Calciatore           |
| -- | ---------------------- | ----- | -------------------- |
| 22 | Germania (bandiera)    | P     | Michael Ratajczak    |
| 23 | Turchia (bandiera)     | D     | Barış Başdaş         |
| 24 | Tunisia (bandiera)     | C     | Marc Lamti           |
| 27 | Germania (bandiera)    | C     | Kingsley Schindler   |
| 27 | Germania (bandiera)    | C     | Tim Walbrecht        |
| 28 | Germania (bandiera)    | D     | Marcel Franke        |
| 29 | Germania (bandiera)    | A     | Simon Stehle         |
| 30 | Germania (bandiera)    | P     | Marlon Sündermann    |
| 31 | Germania (bandiera)    | P     | Michael Esser        |
| 32 | Germania (bandiera)    | A     | Grace Bokake Bolufe  |
| 33 | Guinea (bandiera)      | A     | Moussa Doumbouya     |
| 34 | Germania (bandiera)    | C     | Niklas Tarnat        |
| 35 | Kosovo (bandiera)      | C     | Florent Muslija      |
| 37 | Germania (bandiera)    | A     | Justin Neiß          |
| 38 | Germania (bandiera)    | A     | Mick Gudra           |
| 40 | Stati Uniti (bandiera) | A     | Orrin McKinze Gaines |

## Organigramma societario
Area tecnica
- Allenatore: Kenan Koçak
- Allenatore in seconda: Lars Barlemann, Asif Šarić, Serhat Umar
- Preparatore dei portieri: Rolf Moßmann
- Preparatori atletici: Dennis Fischer, Timo Rosenberg, Tobias Stock

## Calciomercato

### Sessione estiva
| Acquisti | Acquisti             | Acquisti              | Acquisti |
| R.       | Nome                 | da                    | Modalità |
| -------- | -------------------- | --------------------- | -------- |
| D        | Simon Falette        | Eintracht Francoforte |          |
| C        | Jaka Bijol           | CSKA Mosca            |          |
| A        | Patrick Twumasi      | Alavés                |          |
| D        | Niklas Hult          | Sconosciuta           |          |
| D        | Sei Muroya           | FC Tokyo              |          |
| D        | Barış Başdaş         | Fatih Karagümrük      |          |
| C        | Kingsley Schindler   | Colonia               |          |
| P        | Michael Esser        | Sconosciuta           |          |
| C        | Mike Frantz          | Friburgo              |          |
| A        | Franck Evina         | Uerdingen 05          |          |
| A        | Valmir Sulejmani     | Waldhof Mannheim      |          |
| A        | Orrin McKinze Gaines | Sonnenhof G.          |          |
| A        | Mick Gudra           | Hannover 96 U19       |          |

| Cessioni | Cessioni          | Cessioni     | Cessioni |
| R.       | Nome              | a            | Modalità |
| -------- | ----------------- | ------------ | -------- |
| D        | Felipe            | Boluspor     |          |
| C        | Marvin Bakalorz   | Denizlispor  |          |
| P        | Ron-Robert Zieler | Colonia      |          |
| D        | Waldemar Anton    | Stoccarda    |          |
| A        | Sebastian Soto    | Norwich City |          |
| A        | John Guidetti     | Alavés       |          |
| D        | Jannes Horn       | Colonia      |          |
| A        | Cedric Teuchert   | Schalke 04   |          |

### Sessione invernale
| Acquisti | Acquisti | Acquisti | Acquisti |
| R.       | Nome     | da       | Modalità |
| -------- | -------- | -------- | -------- |

| Cessioni | Cessioni | Cessioni | Cessioni |
| R.       | Nome     | a        | Modalità |
| -------- | -------- | -------- | -------- |

## Risultati

### 2. Bundesliga

#### Girone di andata
| Arbitro: | Stieler |

|                      |           |  |
| Kaiser 25’ Maina 85’ | Marcatori |  |

| Arbitro: | Aarnink |

|                        |           |             |
| Santos 33’ (rig.), 47’ | Marcatori | 90’ Ducksch |

| Arbitro: | Siebert |

|                                               |           |                |
| Maina 54’ Weydandt 71’ Hult 74’ Haraguchi 86’ | Marcatori | 51’ Kobylański |

| Arbitro: | Gräfe |

|             |           |  |
| Dörfler 26’ | Marcatori |  |

| Arbitro: | Dankert |

|                                                       |           |  |
| Muslija 57’ Ducksch 63’ (rig.) Kastenmeier 84’ (aut.) | Marcatori |  |

| Arbitro: | Günsch |

|                                      |           |              |
| Green 22’ Seguin 27’ Hrgota 52’, 68’ | Marcatori | 58’ Weydandt |

| Hannover 7 novembre 2020, ore 13:00 CET 7ª giornata | Hannover 96 | 0 – 0 referto | Erzgebirge Aue | HDI Arena (0 spett.)\| Arbitro: \| Bacher \| |
| Arbitro:                                            | Bacher      |               |                |                                              |

| Arbitro: | Winter |

|                      |           |             |
| Munsy 53’ Kopacz 74’ | Marcatori | 17’ Ducksch |

| Arbitro: | Schmidt |

|  |           |                                                |
|  | Marcatori | 56’ (rig.) Mühling 57’ (aut.) Kaiser 60’ Serra |

| Arbitro: | Dankert |

|  |           |              |
|  | Marcatori | 13’ Weydandt |

| Arbitro: | Waschitzki-Günther |

|                |           |  |
| Kühlwetter 20’ | Marcatori |  |

| Arbitro: | Zwayer |

|                                 |           |  |
| Sulejmani 2’ Ducksch 60’ (rig.) | Marcatori |  |

| Ratisbona 18 dicembre 2020, ore 18:30 CET 13ª giornata | Jahn Ratisbona | 0 – 0 referto | Hannover 96 | Jahnstadion Regensburg (0 spett.)\| Arbitro: \| Hanslbauer \| |
| Arbitro:                                               | Hanslbauer     |               |             |                                                               |

| Arbitro: | Kampka |

|                                   |           |  |
| Ducksch 23’, 52’ Twumasi 48’, 89’ | Marcatori |  |

| Arbitro: | Alt |

|            |           |                  |
| Seydel 68’ | Marcatori | 45’, 50’ Ducksch |

| Arbitro: | Storks |

|                    |           |                                          |
| Haraguchi 53’, 55’ | Marcatori | 2’ Zalazar 10’ Burgstaller 90’ Matanović |

| Arbitro: | Lechner |

|                        |           |                                                                     |
| Schäffler 35’ Geis 89’ | Marcatori | 20’ (rig.) Ducksch 24’ Hübers 58’ Haraguchi 72’ Muslija 86’ Twumasi |

#### Girone di ritorno
| Arbitro: | Petersen |

|                      |           |  |
| Schindler 65’ (aut.) | Marcatori |  |

| Arbitro: | Gräfe |

|            |           |  |
| Hübers 55’ | Marcatori |  |

| Arbitro: | Cortus |

|        |           |                           |
| Ji 17’ | Marcatori | 34’ Sulejmani 36’ Ducksch |

| Hannover 12 febbraio 2021, ore 18:30 CET 21ª giornata | Hannover 96 | 0 – 0 referto | Paderborn | HDI Arena (0 spett.)\| Arbitro: \| Reichel \| |
| Arbitro:                                              | Reichel     |               |           |                                               |

| Arbitro: | Zwayer |

|                                             |           |                       |
| Hennings 28’ (rig.) Klaus 52’ Appelkamp 76’ | Marcatori | 37’ Muslija 79’ Gudra |

| Arbitro: | Günsch |

|                             |           |                        |
| Haraguchi 41’ Doumbouya 70’ | Marcatori | 68’ Nielsen 76’ Abiama |

| Arbitro: | Aarnink |

|              |           |          |
| Testroet 64’ | Marcatori | 24’ Ochs |

| Arbitro: | Winter |

|               |           |                               |
| Haraguchi 47’ | Marcatori | 58’ Ronstadt 80’ van La Parra |

| Arbitro: | Gräfe |

|             |           |  |
| Bartels 44’ | Marcatori |  |

| Arbitro: | Badstübner |

|                                |           |                    |
| Haraguchi 56’, 84’ Ducksch 68’ | Marcatori | 14’, 34’, 50’ Hunt |

| Arbitro: | Koslowski |

|             |           |                                     |
| Muslija 51’ | Marcatori | 43’ Busch 75’ Leipertz 79’ Schimmer |

| Arbitro: | Schlager |

|                                         |           |                                 |
| Tesche 29’, 90’ Holtmann 38’ Zoller 62’ | Marcatori | 22’ Kaiser 67’ Ducksch 90’ Ochs |

| Arbitro: | Siewer |

|                                       |           |            |
| Haraguchi 1’ Weydandt 14’ Ducksch 82’ | Marcatori | 57’ Albers |

| Arbitro: | Badstübner |

|                                                  |           |                           |
| Biada 26’ Behrens 68’ (rig.), 90’ Keita-Ruel 81’ | Marcatori | 42’ Muslija 63’ Sulejmani |

| Arbitro: | Aarnink |

|             |           |                       |
| Ducksch 50’ | Marcatori | 55’ Mehlem 68’ Honsak |

| Arbitro: | Koslowski |

|                 |           |                      |
| Burgstaller 70’ | Marcatori | 13’ Ducksch 59’ Hult |

| Arbitro: | Siewer |

|             |           |                  |
| Ducksch 36’ | Marcatori | 6’, 74’ Shuranov |

### Coppa di Germania
| Arbitro: | Alt |

|                               |           |                                    |
| Feick 89’ Herrmann 90’ (rig.) | Marcatori | 23’ Weydandt 59’ Kaiser 78’ Hübers |

| Arbitro: | Gräfe |

|  |           |                                   |
|  | Marcatori | 30’ Selassie 32’ Sargent 60’ Mbom |

## Statistiche

### Statistiche di squadra
| Competizione      | Punti | In casa | In casa | In casa | In casa | In casa | In casa | In trasferta | In trasferta | In trasferta | In trasferta | In trasferta | In trasferta | Totale | Totale | Totale | Totale | Totale | Totale | DR |
| Competizione      | Punti | G       | V       | N       | P       | Gf      | Gs      | G            | V            | N            | P            | Gf           | Gs           | G      | V      | N      | P      | Gf     | Gs     | DR |
| ----------------- | ----- | ------- | ------- | ------- | ------- | ------- | ------- | ------------ | ------------ | ------------ | ------------ | ------------ | ------------ | ------ | ------ | ------ | ------ | ------ | ------ | -- |
| 2. Bundesliga     | 42    | 17      | 7       | 4       | 6       | 30      | 22      | 17           | 5            | 2            | 10           | 23           | 29           | 34     | 12     | 6      | 16     | 53     | 51     | +2 |
| Coppa di Germania | -     | 1       | 0       | 0       | 1       | 0       | 3       | 1            | 1            | 0            | 0            | 3            | 2            | 2      | 1      | 0      | 1      | 3      | 5      | -2 |
| Totale            | 42    | 18      | 7       | 4       | 7       | 30      | 25      | 18           | 6            | 2            | 10           | 26           | 31           | 36     | 13     | 6      | 17     | 56     | 56     | 0  |

### Andamento in campionato
| Giornata  | 1 | 2 | 3 | 4 | 5 | 6 | 7 | 8  | 9  | 10 | 11 | 12 | 13 | 14 | 15 | 16 | 17 | 18 | 19 | 20 | 21 | 22 | 23 | 24 | 25 | 26 | 27 | 28 | 29 | 30 | 31 | 32 | 33 | 34 |
| --------- | - | - | - | - | - | - | - | -- | -- | -- | -- | -- | -- | -- | -- | -- | -- | -- | -- | -- | -- | -- | -- | -- | -- | -- | -- | -- | -- | -- | -- | -- | -- | -- |
| Luogo     | C | T | C | T | C | T | C | T  | C  | T  | T  | C  | T  | C  | T  | C  | T  | T  | C  | T  | C  | T  | C  | T  | C  | T  | C  | C  | T  | C  | T  | C  | T  | C  |
| Risultato | V | P | V | P | V | P | N | P  | P  | V  | P  | V  | N  | V  | V  | P  | V  | P  | V  | V  | N  | P  | N  | N  | P  | P  | N  | P  | P  | V  | P  | P  | V  | P  |
| Posizione | 2 | 8 | 3 | 4 | 3 | 6 | 7 | 11 | 14 | 13 | 13 | 11 | 12 | 9  | 6  | 8  | 6  | 8  | 7  | 6  | 6  | 7  | 8  | 8  | 8  | 9  | 10 | 11 | 11 | 10 | 13 | 13 | 11 | 13 |

Legenda:

Luogo: C = Casa; T = Trasferta. Risultato: V = Vittoria; N = Pareggio; P = Sconfitta.

### Statistiche dei giocatori
| Giocatore     | 2. Bundesliga | 2. Bundesliga | 2. Bundesliga | 2. Bundesliga | Coppa di Germania | Coppa di Germania | Coppa di Germania | Coppa di Germania | Totale   | Totale | Totale      | Totale     |
| Giocatore     | Presenze      | Reti          | Ammonizioni   | Espulsioni    | Presenze          | Reti              | Ammonizioni       | Espulsioni        | Presenze | Reti   | Ammonizioni | Espulsioni |
| ------------- | ------------- | ------------- | ------------- | ------------- | ----------------- | ----------------- | ----------------- | ----------------- | -------- | ------ | ----------- | ---------- |
| B. Başdaş     | 17            | 0             | 3             | 0             | 1                 | 0                 | 0                 | 0                 | 18       | 0      | 3           | 0          |
| J. Bijol      | 30            | 0             | 7             | 1             | 1                 | 0                 | 0                 | 0                 | 31       | 0      | 7           | 1          |
| G. Bolufe     | 0             | 0             | 0             | 0             | 0                 | 0                 | 0                 | 0                 | 0        | 0      | 0           | 0          |
| M. Doumbouya  | 7             | 1             | 0             | 0             | 0                 | 0                 | 0                 | 0                 | 7        | 1      | 0           | 0          |
| M. Ducksch    | 34            | 16            | 4             | 0             | 2                 | 0                 | 1                 | 0                 | 36       | 16     | 5           | 0          |
| J. Elez       | 17            | 0             | 2             | 0             | 0                 | 0                 | 0                 | 0                 | 17       | 0      | 2           | 0          |
| M. Esser      | 29            | 0             | 0             | 0             | 1                 | 0                 | 0                 | 0                 | 30       | 0      | 0           | 0          |
| F. Evina      | 2             | 0             | 0             | 0             | 1                 | 0                 | 0                 | 0                 | 3        | 0      | 0           | 0          |
| S. Falette    | 18            | 0             | 3             | 0             | 1                 | 0                 | 0                 | 0                 | 19       | 0      | 3           | 0          |
| M. Franke     | 27            | 0             | 5             | 0             | 2                 | 0                 | 0                 | 0                 | 29       | 0      | 5           | 0          |
| M. Frantz     | 13            | 0             | 1             | 0             | 1                 | 0                 | 0                 | 0                 | 14       | 0      | 1           | 0          |
| O. Gaines     | 1             | 0             | 0             | 0             | 0                 | 0                 | 0                 | 0                 | 1        | 0      | 0           | 0          |
| M. Gudra      | 4             | 1             | 1             | 0             | 0                 | 0                 | 0                 | 0                 | 4        | 1      | 1           | 0          |
| M. Hansen     | 2             | 0             | 1             | 0             | 0                 | 0                 | 0                 | 0                 | 2        | 0      | 1           | 0          |
| G. Haraguchi  | 34            | 9             | 1             | 0             | 2                 | 0                 | 1                 | 0                 | 36       | 9      | 2           | 0          |
| N. Hult       | 30            | 2             | 6             | 0             | 1                 | 0                 | 0                 | 0                 | 31       | 2      | 6           | 0          |
| T. Hübers     | 20            | 2             | 4             | 0             | 2                 | 1                 | 0                 | 0                 | 22       | 3      | 4           | 0          |
| D. Kaiser     | 29            | 2             | 7             | 0             | 2                 | 1                 | 0                 | 0                 | 31       | 3      | 7           | 0          |
| M. Lamti      | 0             | 0             | 0             | 0             | 0                 | 0                 | 0                 | 0                 | 0        | 0      | 0           | 0          |
| L. Maina      | 18            | 2             | 1             | 0             | 1                 | 0                 | 0                 | 0                 | 19       | 2      | 1           | 0          |
| S. Muroya     | 32            | 0             | 4             | 0             | 2                 | 0                 | 0                 | 0                 | 34       | 0      | 4           | 0          |
| F. Muslija    | 26            | 5             | 3             | 0             | 2                 | 0                 | 0                 | 0                 | 28       | 5      | 3           | 0          |
| J. Neiß       | 0             | 0             | 0             | 0             | 0                 | 0                 | 0                 | 0                 | 0        | 0      | 0           | 0          |
| P. Ochs       | 20            | 2             | 0             | 0             | 1                 | 0                 | 0                 | 0                 | 21       | 2      | 0           | 0          |
| M. Ratajczak  | 3             | 0             | 0             | 0             | 1                 | 0                 | 0                 | 0                 | 4        | 0      | 0           | 0          |
| K. Schindler  | 26            | 0             | 0             | 0             | 1                 | 0                 | 0                 | 0                 | 27       | 0      | 0           | 0          |
| S. Stehle     | 3             | 0             | 0             | 0             | 0                 | 0                 | 0                 | 0                 | 3        | 0      | 0           | 0          |
| V. Sulejmani  | 29            | 3             | 6             | 0             | 2                 | 0                 | 0                 | 0                 | 31       | 3      | 6           | 0          |
| M. Sündermann | 1             | 0             | 0             | 0             | 0                 | 0                 | 0                 | 0                 | 1        | 0      | 0           | 0          |
| N. Tarnat     | 2             | 0             | 0             | 0             | 0                 | 0                 | 0                 | 0                 | 2        | 0      | 0           | 0          |
| P. Twumasi    | 22            | 3             | 1             | 0             | 2                 | 0                 | 0                 | 0                 | 24       | 3      | 1           | 0          |
| T. Walbrecht  | 0             | 0             | 0             | 0             | 0                 | 0                 | 0                 | 0                 | 0        | 0      | 0           | 0          |
| H. Weydandt   | 30            | 4             | 3             | 0             | 2                 | 1                 | 0                 | 0                 | 32       | 5      | 3           | 0          |